# Challenger del Biobío
El Challenger del Biobío es un torneo profesional de tenis. Pertenece al ATP Challenger Tour. Se juega desde el año 2022 sobre pistas de tierra batida al aire libre, en Concepción, Chile.

## Palmarés

### Individuales
| Año  | Campeón                 | Finalista    | Resultado |
| ---- | ----------------------- | ------------ | --------- |
| 2022 | Tomás Martín Etcheverry | Hugo Dellien | 6–3, 6–2  |

### Dobles
| Año  | Campeones                    | Finalistas                       | Resultado |
| ---- | ---------------------------- | -------------------------------- | --------- |
| 2022 | Andrea Collarini Renzo Olivo | Diego Hidalgo Cristian Rodríguez | 6–4, 6–4  |